# Maglód
Maglód  este un oraș în districtul Vecsés, județul Pesta, Ungaria, având o populație de 11.392 de locuitori (2011). 

## Demografie
Componența etnică a orașului Maglód
     Maghiari (95,36%)
     Necunoscut (0,96%)
     Alții (3,68%)
Componența confesională a orașului Maglód
     Romano-catolici (28,27%)
     Fără religie (17,32%)
     Reformați (11,9%)
     Luterani (7,38%)
     Atei (1,6%)
     Necunoscută (32,64%)
     Alte religii (3,2%)
Conform recensământului din 2011, orașul Maglód avea 11.392 de locuitori. Din punct de vedere etnic, majoritatea locuitorilor (95,36%) erau maghiari. Apartenența etnică nu este cunoscută în cazul a 0,96% din locuitori. Nu există o religie majoritară, locuitorii fiind romano-catolici (28,27%), persoane fără religie (17,32%), reformați (11,9%), luterani (7,38%) și atei (1,6%). Pentru 32,64% din locuitori nu este cunoscută apartenența confesională.

## Personalități născute aici
- Lajos Takács (1924 - 2015), matematician cu contribuții în teoria probabilităților.